# Mario Pantaleoni
Mario Pantaleoni (Treviso, 18 giugno 1931 – Treviso, 25 dicembre 1981) è stato un calciatore e allenatore di calcio italiano, di ruolo centrocampista.
Era noto come Pantaleoni III per distinguerlo dai fratelli, tutti calciatori, Isidoro o Pantaleoni I, Francesco o Pantaleoni II e Giancarlo o Pantaleoni IV.

## Carriera
Comincia nel Treviso, squadra della sua città, tra Serie B e C.
Nel 1954 si trasferisce al Cagliari, che lascerà dopo due anni per approdare all'Udinese in Serie A.
Terminata l'esperienza in Friuli si trasferisce a Genoa: con i rossoblu liguri giocherà sino al termine della carriera nel 1965 e parteciperà sia alla retrocessione del 1959-1960 che alla risalita del 1961-1962.

## Palmarès

### Giocatore

#### Competizioni nazionali
- Serie B: 1

Genoa: 1961-1962

#### Competizioni internazionali
- Coppa delle Alpi: 2

Genoa: 1962, 1964
- Coppa dell'Amicizia: 1

Genoa: 1963